# WKS Zakopane
Der Wojskowy Klub Sportowy Zakopane (dt.: Militärsportverein Zakopane) ist ein polnischer Skisportverein, der 1950 in Zakopane gegründet wurde. Dem Verein gehören viele polnische Profi-Skispringer und Nordische Kombinierer an. Er fördert auch Kinder und Jugendliche in diesen Bereichen. Der Präsident des Vereins ist zurzeit Edward Przbyła.

## Bekannte Sportler des Vereins
- Józef Daniel Krzeptowski (1921–2002)
- Jan Kula (1922–1995)
- Jan Gąsienica-Ciaptak (1922–2009)
- Józef Karpiel (1932–1994)
- Roman Gąsienica-Sieczka (1934–2006)
- Piotr Wala (1936–2013)
- Stanisław Bobak (1956–2010)
- Jan Łoniewski (* 1958)
- Zbigniew Klimowski (* 1967)
- Jan Kowal (* 1967)
- Jarosław Mądry (* 1968)
- Bartłomiej Gąsienica-Sieczka (* 1973)
- Robert Mateja (* 1974)
- Wojciech Skupień (* 1976)
- Marcin Bachleda (* 1982)
- Stefan Hula (* 1986)
- Kamil Stoch (* 1987)
- Jan Ziobro (* 1991)